# ミレイア・ベルモンテ
ミレイア・ベルモンテ・ガルシア（カタルーニャ語: Mireia Belmonte García, 1990年11月10日 - ）は、スペイン・バダロナ出身の女子競泳選手。個人メドレー、自由形、バタフライ。5つの短水路世界記録を有している。夏季オリンピックで金メダルを獲得したスペイン初の女子競泳選手である。

## 経歴
医師の勧めで4歳の時に水泳をはじめ、バダロナ・スイミングクラブで競技志向の水泳をはじめた。2003年にはカタルーニャ州水泳連盟から奨学金を得て、ジョルディ・ムリオ(Jordi Murio)に付いてサン・クガ・ダル・バリェスにあるセントロ・デ・アルト・レンディミエント（CAR、国立スポーツ競技センター）で練習に励んだ。ルスピタレート・スイミングクラブで6年間を過ごし、2007-08シーズンにはサバデイ・スイミングクラブと契約。CARではカルラス・スビラナ(Carles Subirana)に付いて練習した。2009年にはCARを離れ、サバデイ・スイミングクラブでマイケル・パイパー(Michael Piper)やフレッド・ヴェルヌ(Fred Vernoux)に従った。

### 2006年-2008年
2006年8月にブラジルのリオデジャネイロで開催された世界ジュニア水泳選手権では、400m自由形と400m個人メドレーでジュニア世界王者となり、200m自由形と400m個人メドレーでジュニアヨーロッパ王者となった。
2007年12月にハンガリーのデブレツェンで開催されたヨーロッパ短水路選手権では、400m個人メドレーで4分31秒06を記録し、イタリアのアレシア・フィリピに次ぐ銀メダルを獲得した。この年にはカルラス・スビラナをコーチに迎えた。
2008年3月にオランダのアイントホーフェンで開催されたヨーロッパ水泳選手権では、200m個人メドレーで大会記録を更新する2分11秒16を記録して優勝。200mバタフライでは銅メダルを獲得し、400m個人メドレーでは8位となった。
2008年4月にイギリスのマンチェスターで開催された2008年世界短水路選手権では、400m個人メドレーで4分27秒55を記録して銅メダルを獲得。
2008年8月の中国の北京で開催された北京オリンピックでは、200m平泳ぎ、200m個人メドレー、400m個人メドレー、4×100mメドレーリレーに出場した。

### 2008年-2012年
2008年12月にクロアチアのリエカで開催されたヨーロッパ短水路選手権では、400m個人メドレーで短水路世界記録を更新する4分25秒06を記録。この年の前半にジュリア・スミットが記録していた4分25秒87を更新した。
2010年12月にアラブ首長国連邦のドバイで開催された2010年世界短水路選手権では、200mバタフライ・200m個人メドレー・400m個人メドレーで計3個の金メダルを、800m自由形で銀メダルを獲得した。
2012年8月にイギリスのロンドンで開催されたロンドンオリンピックでは、2個の銀メダルを獲得した。1個は200mバタフライであり、もう1個は800m自由形である。ベルモンテは夏季オリンピックで2個のメダルを獲得したスペイン初の競泳選手である。
| 2012年 ロンドンオリンピック | 2012年 ロンドンオリンピック | 2012年 ロンドンオリンピック | 2012年 ロンドンオリンピック |
| --------------------------- | --------------------------- | --------------------------- | --------------------------- |
| 種目                        | 記録                        | 順位                        |                             |
| 女子 400m個人メドレー       | 4:35.62                     | 8位                         |                             |
| 女子 400m自由形             | 4:08.23                     | 13位                        |                             |
| 女子 200m個人メドレー       | 2:11.54                     | 10位                        |                             |
| 女子 200mバタフライ         | 2:05.25                     | 銀メダル                    |                             |
| 女子 4×200mメドレーリレー   | 7:54.59                     | 10位                        |                             |
| 女子 800m自由形             | 8:18.76                     | 銀メダル                    |                             |

### 2012年-2016年
2013年のFINA競泳ワールドカップでは、短水路での800m自由形で7分59秒34を記録し、女子競泳選手として初めて8分の壁を破った。自由形で世界記録を更新したのはこの時が初めてである。
2014年12月にカタールのドーハで開催された2014年世界短水路選手権では4個の金メダルを獲得し、2個の世界記録を樹立した。
2016年8月にブラジルのリオデジャネイロで開催されたリオデジャネイロオリンピックでは、2分04秒85を記録した200mバタフライで金メダルを獲得した。銀メダルを獲得したオーストラリアのマデリン・グローヴスは2分04秒88を記録しており、その差はわずかに0秒03だった。世界選手権王者である星奈津美が2分05秒20を記録して銅メダルを獲得している。準決勝ではベルモンテとグローヴスが同組で泳いでいるが、この時はグローヴスが1位、ベルモンテが2位となっている。ベルモンテのメダルはこの大会におけるスペイン勢初の金メダルであり、ベルモンテは夏季オリンピックで金メダルを獲得したスペイン初の女子競泳選手となった。スペイン勢による競泳競技の金メダルは、1992年バルセロナオリンピックの男子200m背泳ぎでマルティン・ロペス・スベロが獲得して以来である。
| 2016年 リオデジャネイロオリンピック | 2016年 リオデジャネイロオリンピック | 2016年 リオデジャネイロオリンピック | 2016年 リオデジャネイロオリンピック |
| ----------------------------------- | ----------------------------------- | ----------------------------------- | ----------------------------------- |
| 種目                                | 記録                                | 順位                                |                                     |
| 女子 400m個人メドレー               | 4:32.39                             | 銅メダル                            |                                     |
| 女子 200m個人メドレー               | 2:13.33                             | 16位                                |                                     |
| 女子 200mバタフライ                 | 2:04.85                             | 金メダル                            |                                     |
| 女子 800m自由形                     | 8:18.55                             | 4位                                 |                                     |
| 女子 400m自由形                     | 4:08.12                             | 15位                                |                                     |

## 自己ベスト
| 種目             | プール | 記録     | 大会                       | 備考         |
| ---------------- | ------ | -------- | -------------------------- | ------------ |
| 100m自由形       | 短水路 | 55.07    | 2011年スペインクラブ選手権 |              |
| 200m自由形       | 長水路 | 1:57.58  | 2012年スペイン水泳選手権   |              |
| 200m自由形       | 短水路 | 1:56.22  | 2011年スペインクラブ選手権 |              |
| 400m自由形       | 長水路 | 4:03.84  | 2014年スペイン水泳選手権   |              |
| 400m自由形       | 短水路 | 3:54.52  | 2013年世界水泳選手権       | 世界記録     |
| 800m自由形       | 長水路 | 8:18.76  | 2012年ロンドンオリンピック | スペイン記録 |
| 800m自由形       | 短水路 | 7:59.34  | 2013年世界水泳選手権       | 世界記録     |
| 1500m自由形      | 長水路 | 15:50.89 | 2017年世界水泳選手権       | スペイン記録 |
| 1500m自由形      | 短水路 | 15:17.51 | 2014年スペイン水泳選手権   | 世界記録     |
| 200m背泳ぎ       | 長水路 | 2:15.34  | 2010年スペイン水泳選手権   |              |
| 200m背泳ぎ       | 短水路 | 2:11.82  | 2014年世界短水路選手権     |              |
| 200m平泳ぎ       | 長水路 | 2:27.00  | 2008年スペイン水泳選手権   |              |
| 200m平泳ぎ       | 短水路 | 2:21.65  | 2008年世界短水路選手権     |              |
| 100mバタフライ   | 長水路 | 59.75    | 2012年ロンドンオリンピック |              |
| 100mバタフライ   | 短水路 | 58.24    | 2014年世界短水路選手権     | スペイン記録 |
| 200mバタフライ   | 長水路 | 2:04.78  | 2013年世界水泳選手権       | スペイン記録 |
| 200mバタフライ   | 短水路 | 1:59.61  | 2014年世界短水路選手権     | 世界記録     |
| 100m個人メドレー | 短水路 | 1:00.80  | 2011年スペインクラブ選手権 | スペイン記録 |
| 200m個人メドレー | 長水路 | 2:09.45  | 2013年世界水泳選手権       | スペイン記録 |
| 200m個人メドレー | 短水路 | 2:05.73  | 2010年世界短水路選手権     | スペイン記録 |
| 400m個人メドレー | 長水路 | 4:31.21  | 2013年世界水泳選手権       | スペイン記録 |
| 400m個人メドレー | 短水路 | 4:18.94  | 2017年世界水泳選手権       | 世界記録     |